# Transfluthrin
Transfluthrin (ISO-naam) is een insecticide ter bestrijding van vliegende insecten zoals vliegen, muggen, motten en wespen. Het behoort tot de pyrethroïde-esters. Het is een snelwerkend middel dat werkzaam is via contact en inhalatie.

## Toepassingen
Het mag binnenshuis gebruikt worden; rechtstreeks of onrechtstreeks contact met voedingsmiddelen moet wel vermeden worden. Het wordt gebruikt in insectensprays (Baygon), elektrische verdampers en mottenplaatjes (geïmpregneerde plaatjes die in de kleerkast gehangen worden en waaruit het product verdampt). Producten die de werkzame stof transfluthrin bevatten zijn onder meer:
- Baygon Ruimtespray (spuitbus)
- Baygon Genius Protector (elektrische verdamper)
- Baygon Anti-mottenpapier (mottenplaatje)
- Roxaxect Motten cassette (mottenplaatje)
- Rentokil Moth Killer Strips (idem)

Transfluthrin werd in de jaren '80 ontwikkeld door Bayer. Het valt onder de Europese biociden-richtlijn (richtlijn 98/8/EC), in producttype 18, als een bestaande werkzame stof die in het kader van een tienjarig werkprogramma moet onderzocht worden door een EU-lidstaat voor eventuele verdere toelating. Bayer heeft in dit verband in 2006 een productdossier voor transfluthrin ingediend bij de rapporterende lidstaat.
Transfluthrin is weinig toxisch voor algen, aardwormen of vogels, maar is wel zeer toxisch voor vissen en daphnia.